# Memories of You
Memories of You är en sång med melodi av Eubie Blake och text av Andy Razaf. Sången ingick i en av Lew Leslies revyer på Broadway 1930, och sjöngs då av Minto Cato. Samma år spelade Louis Armstrong in den på skivan tillsammans med Lionel Hampton, vilket är den första inspelningen man känner till då instrumentet vibrafon användes i populärmusik. Sången räknas till 30-talets jazzstandards och finns i otaliga inspelningar inklusive moderna sådana av exempelvis Bette Midler. En version med vokalgruppen The Four Coins ur filmen The Benny Goodman Story, om Benny Goodmans liv, nådde 22:a plats på Billboard-listan 1955.
Olof Ernebo skrev en svensk text till melodin, med titeln Minnena av dej.
Karl Gerhard använde melodin till en visa betitlad Tretton år, om att vara förälder till barn som börjar komma upp i tonåren. Visan skildrar våndan och glädjen i att inse att barnet snart är vuxet. Numret ingick i den Knäppupp-producerade revyn Kråkslottet som spelades 1957–1958 och finns på LP-skivan Knäppupplevelser 3.